# فهرست آثار ملی استان چهارمحال و بختیاری

موقعیت استان چهارمحال و بختیاری در کشور

استان چهارمحال و بختیاری یکی از استان‌های مرکزی ایران است که مرکز آن،شهرکرد است. این استان با مساحتی حدود ۱۶ هزار و ۴۲۱ کیلومتر مربع، در امتداد رشته کوه‌های زاگرس قرار دارد که از شمال و شرق به اصفهان، از غرب به خوزستان، از جنوب به کهگیلویه و بویر احمد محدود می‌شود.
این صفحه فهرستی از آثار ملی استان چهارمحال و بختیاری را نشان می‌دهد.
| ردیف | شماره ثبت | نام اثر                        | قدمت                              | شهرستان | تاریخ ثبت  | موقعیت                                                                                 | شهر      |
| ۱    | ۸۸۶       | تپه اسکندری و تپه‌های اطراف آن  | پیش از تاریخ                      | شهرکرد  | ۱۳۴۸/۱۰/۱  | ۱ کیلومتری هفشجان                                                                      | هفشجان   |
| ۲    | ۸۸۷       | تپه شهر کهنه                   | پیش از تاریخ                      | شهرکرد  | ۱۳۴۸/۱۰/۱  | شمال باختری هفشجان                                                                     | هفشجان   |
| ۳    | ۸۸۷       | گورگای تپه                     | پیش از تاریخ                      | شهرکرد  | ۱۳۴۸/۱۰/۱  | شمالغرب شهرکیان                                                                        | شهرکیان  |
| ۴    | ۸۸۸       | تپه قلعه کهنه                  | تاریخی و اسلامی                   | شهرکرد  | ۱۳۴۸/۱۰/۱  | ۱۲کیلومتری شمال غربی شهرکرد                                                            | نافچ     |
| ۵    | ۹۲۵       | مسجد اتابکان                   | اتابکان لر بزرگ                   | شهرکرد  | ۱۳۵۱/۵/۱۷  | شهرکرد-مرکز شهر-میدان دوخاتون                                                          | شهرکرد   |
| ۶    | ۱۳۶۳      | مسجد جامع فرخ شهر *            | اواخر صفویه (شاه سلطان حسین صفوی) | فرخشهر  | ۱۳۵۶/۰۱/۲۱ | فرخشهر-مرکز شهر                                                                        | فرخ شهر  |
| ۷    | ۱۵۰۶      | خانه اسد بختیاری               | پهلوی اول                         | کیار    | ۱۳۵۶/۰۹/۲۶ | شلمزار-مرکز شهر                                                                        | شلمزار   |
| ۸    | ۱۵۴۳      | مسجد جامع خان شهرکرد           | قاجاریه                           | شهرکرد  | ۱۳۵۶/۱۰/۵  | شهرکرد-خیابان ملت-کوچه مشرف الملک                                                      | شهرکرد   |
| ۹    | ۱۵۴۸      | قلعه جونقان                    | اواخر قرن ۱۳ ه. ق                 | فارسان  | ۱۳۵۶/۱۰/۵  | جونقان-داخل شهر                                                                        | جونقان   |
| ۱۰   | ۱۷۳۱      | قلعه دزک                       | قاجاریه                           | کیار    | ۱۳۶۷/۰۴/۲۴ | شهرستان کیار-روستای دزک                                                                | -        |
| ۱۱   | ۱۷۴۴      | پل زمان‌خان                     | صفویه-قاجاریه                     | سامان   | ۱۳۷۵/۰۴/۱۱ | باغات روستای ایلبگی بر روی رودخانه زاینده رود                                          | ایلبگی   |
| ۱۲   | ۱۷۵۹      | خانه آزاده                     | زندیه- قاجاریه                    | شهرکرد  | ۱۳۷۵/۰۸/۲۶ | بافت مرکزی چالشتر                                                                      | چالشتر   |
| ۱۳   | ۱۷۷۹      | مسجد جامع چالشتر               | قاجاریه                           | شهرکرد  | ۱۳۷۵/۰۹/۱۲ | بافت مرکزی چالشتر                                                                      | چالشتر   |
| ۱۴   | ۱۸۹۸      | قلعه سورک                      | اواخر قاجاریه                     | شهرکرد  | ۱۳۷۶/۰۴/۲۲ | شهرستان شهرکرد-روستای سورک                                                             | -        |
| ۱۵   | ۱۹۱۵      | مسجد جامع محبعلی بیگ           | افشاریه                           | شهرکرد  | ۱۳۷۶/۰۶/۱۶ | مرکز شهرکیان                                                                           | شهرکیان  |
| ۱۶   | ۲۱۰۱      | قلعه چالشتر                    | قاجاریه                           | شهرکرد  | ۱۳۷۷/۰۵/۲۷ | بافت مرکزی چالشتر                                                                      | چالشتر   |
| ۱۷   | ۲۱۱۲      | حمام پرهیزگار                  | قاجاریه                           | شهرکرد  | ۱۳۷۷/۰۶/۱۸ | شهرکرد-خ ولی عصر شمالی                                                                 | شهرکرد   |
| ۱۸   | ۲۲۷۱      | سقاخانه حضرت ابوالفضل          | قاجاریه                           | شهرکرد  | ۱۳۷۷/۱۲/۳  | شهرکرد-خیابان ۱۲ محرم جنوبی-کوچه یاس                                                   | شهرکرد   |
| ۱۹   | ۲۲۷۹      | کتیبه‌های مشروطیت پیر غار       | قاجاریه                           | فارسان  | ۱۳۷۷/۱۲/۸  | شهرستان فارسان-روستای ده چشمه                                                          | -        |
| ۲۰   | ۲۲۸۶      | اتاق آئینه شهرکرد              | قاجاریه                           | شهرکرد  | ۱۳۷۸/۰۱/۹  | شهرکرد-ضلع غربی خیابان ولی عصر شمالی                                                   | شهرکرد   |
| ۲۱   | ۲۲۹۰      | عصارخانه حاج حسین صالحی        | معاصر                             | شهرکرد  | ۱۳۷۸/۰۱/۹  | فرخ شهر-داخل شهر                                                                       | فرخ شهر  |
| ۲۲   | ۲۲۹۶      | قلعه یوسف خان امیر مجاهد       | قاجاریه                           | شهرکرد  | ۱۳۷۸/۰۱/۹  | شهرستان شهرکرد-روستای شمس‌آباد                                                          | -        |
| ۲۳   | ۲۴۵۵      | کاروانسرای الله‌آباد ساغند      | صفویه                             |         | ۱۳۷۸/۰۷/۱۹ | متعلق به این استان نیست. طبق قوانین تا امروز نمی‌توان آن را از لیست این استان خارج کرد. | -        |
| ۲۴   | ۲۵۳۷      | بنای تاق سنگی خان اوی (جونقان) | ایلخانی                           | فارسان  | ۱۳۷۸/۰۹/۱۵ | جنوب باختری جونقان-تنگ درکش ورکش                                                       | جونقان   |
| ۲۵   | ۲۵۸۹      | امامزادگان حلیمه و حکیمه خاتون | قاجاریه                           | شهرکرد  | ۱۳۷۸/۱۱/۲۷ | شهرکرد-خیابان ولیعصر جنوبی-میدان امامزادگان دوخاتون                                    | شهرکرد   |
| ۲۶   | ۲۵۹۳      | آسیاب آبی پل زمانخان           | قاجاریه                           | سامان   | ۱۳۷۸/۱۱/۲۷ | باغات روستای ایلبگی جنب پل                                                             | ایلبگی   |
| ۲۷   | ۲۷۷۴      | حمامین درب امامزاده            | قاجاریه                           | شهرکرد  | ۱۳۷۹/۰۵/۱۹ | شهرکرد-مرکز شهر-میدان امامزادگان دوخاتون                                               | شهرکرد   |
| ۲۸   | ۲۹۲۴      | قلعه چالشتر                    | قاجاریه                           | شهرکرد  | ۱۳۷۹/۰۹/۲۰ | بافت مرکزی چالشتر                                                                      | چالشتر   |
| ۲۹   | ۳۳۶۱      | محوطه دشت آباد لردگان          | ایلخانی-تیموریان                  | لردگان  | ۱۳۷۹/۱۲/۲۵ | لردگان-جنوب باختری شهر                                                                 | -        |
| ۳۰   | ۳۸۶۶      | بردگوری دزداران ۱              | تاریخی                            | کوهرنگ  | ۱۳۸۰/۰۳/۱۸ | شهرستان کوهرنگ- دوآب صمصامی                                                            | صمصامی   |
| ۳۱   | ۳۸۶۷      | بردگوری دزداران ۲              | تاریخی                            | کوهرنگ  | ۱۳۸۰/۰۳/۸  | شهرستان کوهرنگ-روستای دوآب صمصامی                                                      | صمصامی   |
| ۳۲   | ۳۸۶۸      | بردگوری دزداران ۳              | تاریخی                            | کوهرنگ  | ۱۳۸۰/۰۳/۸  | شهرستان کوهرنگ-روستای دوآب صمصامی                                                      | صمصامی   |
| ۳۳   | ۳۸۶۹      | بردگوری دزداران ۷              | تاریخی                            | کوهرنگ  | ۱۳۸۰/۰۳/۸  | شهرستان کوهرنگ-روستای دوآب صمصامی                                                      | صمصامی   |
| ۳۴   | ۳۸۷۰      | بردگوری دزداران ۸ تا ۱۱        | تاریخی                            | کوهرنگ  | ۱۳۸۰/۰۳/۸  | شهرستان کوهرنگ-روستای دوآب صمصامی                                                      | صمصامی   |
| ۳۵   | ۳۸۷۱      | بردگوری دزداران ۱۲ و ۱۳        | تاریخی ۳۳\|۱۳۸۰/۰۳/۵              | کوهرنگ  | صمصامی     | شهرستان کوهرنگ                                                                         |          |
| ۳۶   | ۳۸۷۲      | بردگوری دزداران ۱۴ و ۱۵        | تاریخی                            | کوهرنگ  | ۱۳۸۰/۰۳/۸  | شهرستان کوهرنگ-روستای دوآب صمصامی                                                      | صمصامی   |
| ۳۷   | ۳۸۷۳      | بردگوری امیرآباد ۱ و ۲         | تاریخی                            | فارسان  | ۱۳۸۰/۰۳/۸  | شهرستان فارسان-روستای امیرآباد                                                         | -        |
| ۳۸   | ۳۸۷۴      | بردگوری کوفی ۱                 | تاریخی                            | فارسان  | ۱۳۸۰/۰۳/۸  | شهرستان فارسان-روستای کوفی                                                             | -        |
| ۳۹   | ۳۸۷۵      | برگوری کوفی ۲                  | تاریخی                            | فارسان  | ۱۳۸۰/۰۳/۵  | شهرستان فارسان-روستای کوفی                                                             | -        |
| ۴۰   | ۳۸۷۶      | بردگوری بهمن‌آباد ۱ تا ۵        | تاریخی                            | فارسان  | ۱۳۸۰/۰۳/۸  | شهرستان فارسان-روستای بهمن‌آباد                                                         | -        |
| ۴۱   | ۳۸۷۷      | بردگوری بهمن‌آباد ۶             | تاریخی                            | فارسان  | ۱۳۸۰/۰۳/۸  | شهرستان فارسان-روستای بهمن‌آباد                                                         | -        |
| ۴۲   | ۳۸۷۸      | بردگوری آلیکوه ۱ و ۲           | تاریخی                            | اردل    | ۱۳۸۰/۰۳/۸  | شهرستان اردل-روستای آلیکوه                                                             | -        |
| ۴۳   | ۳۸۷۹      | بردگوری آلیکوه ۳               | تاریخی                            | اردل    | ۱۳۸۰/۰۳/۸  | شهرستان اردل-روستای آلیکوه                                                             | -        |
| ۴۴   | ۳۸۸۰      | بردگوری کاج ۱                  | تاریخی                            | اردل    | ۱۳۸۰/۰۳/۸  | شهرستان اردل-روستای کاج                                                                | -        |
| ۴۵   | ۳۸۸۱      | بردگوری کاج ۲                  | تاریخی                            | اردل    | ۱۳۸۰/۰۳/۸  | شهرستان اردل-روستای کاج                                                                | -        |
| ۴۶   | ۳۸۸۲      | بردگوری کاج ۳                  | تاریخی                            | اردل    | ۱۳۸۰/۰۳/۸  | شهرستان اردل-روستای کاج                                                                | -        |
| ۴۷   | ۳۸۸۳      | بردگوری کاج ۴                  | تاریخی                            | اردل    | ۱۳۸۰/۰۳/۸  | شهرستان اردل-شهر کاج                                                                   | -        |
| ۴۸   | ۳۸۸۴      | بردگوری سرپیر ۱ تا ۵           | تاریخی                            | اردل    | ۱۳۸۰/۰۳/۸  | شهرستان اردل-روستای سرپیر                                                              | -        |
| ۴۹   | ۳۸۸۵      | بردگوری سرپیر ۶                | تاریخی                            | اردل    | ۱۳۸۰/۰۳/۸  | شهرستان اردل-روستای سرپیر                                                              | -        |
| ۵۰   | ۳۸۸۶      | بردگوری دشتک                   | تاریخی                            | اردل    | ۱۳۸۰/۰۳/۸  | شهرستان اردل-دشتک                                                                      | دشتک     |
| ۵۱   | ۳۸۸۷      | بردگوری زرمیتان                | تاریخی                            | اردل    | ۱۳۸۰/۰۳/۸  | شهرستان اردل-روستای زرمیتان                                                            | -        |
| ۵۲   | ۳۸۸۸      | بردگوری چهراز                  | تاریخی                            | اردل    | ۱۳۸۰/۰۳/۸  |                                                                                        | -        |
| ۵۳   | ۳۸۸۹      | بردگوری بهشت آباد              | تاریخی                            | اردل    | ۱۳۸۰/۰۳/۸  |                                                                                        | -        |
| ۵۴   | ۳۹۵۲      | پل خراجی                       | قاجاریه                           | کیار    | ۱۳۸۰/۰۷/۱۰ |                                                                                        | -        |
| ۵۵   | ۴۰۸۱      | برج و باروی قلعه چالشتر        | قاجاریه                           | شهرکرد  | ۱۳۸۰/۰۷/۱۰ | بافت مرکزی چالشتر                                                                      | چالش تر  |
| ۵۶   | ۴۱۸۴      | حمام مکتب خانه بروجن           | قاجاریه                           | بروجن   | ۱۳۸۰/۰۷/۱۰ |                                                                                        | بروجن    |
| ۵۷   | ۴۱۸۵      | مسجد جامع نقنه                 | تیموریان                          | بروجن   | ۱۳۸۰/۰۷/۱۰ |                                                                                        | نقنه     |
| ۵۸   | ۴۲۰۵      | پل تاریخی مصلی                 | قاجاریه                           | بروجن   | ۱۳۸۰/۰۷/۱۰ |                                                                                        | بروجن    |
| ۵۹   | ۴۲۲۹      | برج و باروی قلعه چالشتر(۲)     | اسلامی                            | شهرکرد  | ۱۳۸۰/۰۹/۵  |                                                                                        | چالش تر  |
| ۶۰   | ۴۲۳۰      | مسجد حاج شیخ علی               | قاجاریه                           | بروجن   | ۱۳۸۰/۰۹/۵  |                                                                                        | بروجن    |
| ۶۱   | ۴۳۱۰      | مجموعه خانه حفیظی              | اواخر قاجاریه                     | بروجن   | ۱۳۸۰/۰۹/۵  |                                                                                        | بروجن    |
| ۶۲   | ۵۸۷۲      | گورستان ارامنه شرق قلعه ممکا   | قاجاریه                           | شهرکرد  | ۱۳۸۱/۰۳/۲۵ |                                                                                        | -        |
| ۶۳   | ۵۸۷۳      | گورستان ارامنه گشنیز جان       | قاجاریه                           | شهرکرد  | ۱۳۸۱/۰۳/۲۵ |                                                                                        | -        |
| ۶۴   | ۵۸۷۴      | گورستان ارامنه گلو گرد         | صفویه-قاجاریه                     | بروجن   | ۱۳۸۱/۰۳/۲۵ |                                                                                        | -        |
| ۶۵   | ۵۸۷۵      | گورستان ارامنه غرب آقبلاغ      | اواخر قاجاریه                     | بروجن   | ۱۳۸۱/۰۳/۲۵ |                                                                                        | -        |
| ۶۶   | ۵۸۷۶      | گورستان ارامنه وستگان          | صفویه-قاجاریه                     | بروجن   | ۱۳۸۱/۰۳/۲۵ |                                                                                        | -        |
| ۶۷   | ۵۸۷۷      | گورستان ارامنه شمال آقبلاغ     | صفویه-قاجاریه                     | بروجن   | ۱۳۸۱/۰۵/۲۵ |                                                                                        | -        |
| ۶۸   | ۵۸۷۸      | گورستان ارامنه بلداجی          | قاجاریه                           | بروجن   | ۱۳۸۱/۰۵/۲۵ |                                                                                        | بلداجی   |
| ۶۹   | ۵۸۷۹      | گورستان ارامنه ماموره          | ۱۸۷۰–۱۹۸۰ م                       | بروجن   | ۱۳۸۱/۰۵/۲۵ |                                                                                        | -        |
| ۷۰   | ۵۸۸۰      | گورستان ارامنه لیواسگان        | ۱۸۵۳–۱۸۸۳ م                       | بروجن   | ۱۳۸۱/۰۵/۲۵ |                                                                                        | -        |
| ۷۱   | ۵۸۸۱      | گورستان ارامنه سناجان          | ۱۸۸۰ م                            | بروجن   | ۱۳۸۱/۰۵/۲۵ |                                                                                        | -        |
| ۷۲   | ۵۹۷۹      | گورستان ارامنه گوشکی           | صفویه-قاجاریه                     | لردگان  | ۱۳۸۱/۰۵/۸  |                                                                                        | -        |
| ۷۳   | ۵۹۸۰      | گورستان سینی                   | صفویه                             | لردگان  | ۱۳۸۱/۰۵/۸  |                                                                                        | -        |
| ۷۴   | ۵۹۸۱      | بردگوری چری ۱                  | هخامنشی-سلوکی                     | کوهرنگ  | ۱۳۸۱/۰۵/۸  |                                                                                        | -        |
| ۷۵   | ۵۹۸۲      | امامزاده سید سعید چلیچه        | صفویه-قاجاریه                     | فارسان  | ۱۳۸۱/۰۵/۸  |                                                                                        | چلیچه    |
| ۷۶   | ۵۹۸۳      | پل بهشت آباد                   | صفویه                             | اردل    | ۱۳۸۱/۰۵/۸  |                                                                                        | -        |
| ۷۷   | ۵۹۸۴      | امامزاده حلیمه خاتون سرپیر     | صفویه-قاجاریه                     | اردل    | ۱۳۸۱/۰۵/۸  |                                                                                        | -        |
| ۷۸   | ۵۹۸۵      | سنگ نوشته پل مروارید           | صفویه                             | اردل    | ۱۳۸۱/۰۵/۸  |                                                                                        | -        |
| ۷۹   | ۵۹۸۶      | گورستان آبسرده                 | صفویه-قاجاریه                     | اردل    | ۱۳۸۱/۰۵/۸  |                                                                                        | -        |
| ۸۰   | ۵۹۸۷      | بردگوری شلیل علیا ۱            | هزاره ۱ ق. م                      | اردل    | ۱۳۸۱/۰۵/۸  |                                                                                        | -        |
| ۸۱   | ۵۹۸۸      | بردگوری شلیل علیا ۲            | هخامنشی-سلوکی                     | اردل    | ۱۳۸۱/۰۵/۸  |                                                                                        | -        |
| ۸۲   | ۵۹۸۹      | بردگوری تنگ شلیل               | هخامنشی-سلوکی                     | اردل    | ۱۳۸۱/۰۵/۸  |                                                                                        | -        |
| ۸۳   | ۵۹۹۰      | بردگوری ده کهنه                | هخامنشی-سلوکی                     | اردل    | ۱۳۸۱/۰۵/۸  |                                                                                        | -        |
| ۸۴   | ۵۹۹۱      | بردگوری سرخون قیصری ۱          | هخامنشی-سلوکی                     | اردل    | ۱۳۸۱/۰۵/۸  |                                                                                        | -        |
| ۸۵   | ۵۹۹۲      | بردگوری دهنو                   | هخامنشی-سلوکی                     | اردل    | ۱۳۸۱/۰۵/۸  |                                                                                        | -        |
| ۸۶   | ۵۹۹۳      | بردگوری شلیل سفلی              | هخامنشی-سلوکی                     | اردل    | ۱۳۸۱/۰۵/۸  |                                                                                        | -        |
| ۸۷   | ۵۹۹۴      | امامزاده باباپیر احمدبن        | صفویه-قاجاریه                     | بن      | ۱۳۸۱/۰۵/۸  | جاده بن به سامان                                                                       | بن       |
| ۸۸   | ۵۹۹۵      | کتیبه گر نوشته هفشجان          | هزاره ۴ ق. م (شش هزار سال)        | شهرکرد  | ۱۳۸۱/۰۵/۸  | هفشجان-کوه جهان بین                                                                    | هفشجان   |
| ۸۹   | ۵۹۹۶      | سنگ نبشته رخ                   | صفویه                             | شهرکرد  | ۱۳۸۱/۰۵/۸  |                                                                                        | فرخ شهر  |
| ۹۰   | ۵۹۹۷      | گورستان گهرو                   | صفویه                             | کیار    | ۱۳۸۱/۰۵/۸  |                                                                                        | گهرو     |
| ۹۱   | ۵۹۹۸      | گورستان ارامنه شمال قلعه ممکا  | قاجاریه                           | کیار    | ۱۳۸۱/۰۵/۸  |                                                                                        | -        |
| ۹۲   | ۵۹۹۹      | گورستان بُزلَر هفشجان            | صفویه (به بعد)                    | شهرکرد  | ۱۳۸۱/۰۵/۸  | هفشجان-ابتدای شهر                                                                      | هفشجان   |
| ۹۳   | ۶۰۰۰      | گورستان ارامنه حاجی‌آباد        | قاجاریه                           | کیار    | ۱۳۸۱/۰۵/۸  |                                                                                        | -        |
| ۹۴   | ۶۰۰۱      | گورستان سرتشنیز                | قاجاریه                           | کیار    | ۱۳۸۱/۰۵/۸  |                                                                                        | -        |
| ۹۵   | ۶۰۰۲      | گورستان ارامنه سیرک هفشجان     | قاجاریه                           | شهرکرد  | ۱۳۸۱/۰۵/۸  | هفشجان-شمال روستای سیرک                                                                | هفشجان   |
| ۹۶   | ۶۰۰۳      | کلیسای ارامنه معموره           | قاجاریه                           | بروجن   | ۱۳۸۱/۰۵/۸  |                                                                                        | -        |
| ۹۷   | ۶۰۰۴      | تپه پوزه و محوطه مجاور         | پیش از تاریخ                      | بروجن   | ۱۳۸۱/۰۵/۸  |                                                                                        | -        |
| ۹۸   | ۶۰۰۵      | تپه بیژگرد ۱ و محوطه مجاور     | اسلامی                            | بروجن   | ۱۳۸۱/۰۵/۸  |                                                                                        | -        |
| ۹۹   | ۶۰۰۶      | مجموعه کهنه ارگ                | تاریخی                            | بروجن   | ۱۳۸۱/۰۵/۸  |                                                                                        | -        |
| ۱۰۰  | ۶۰۰۷      | تپه محمد مراد                  | تاریخی                            | بروجن   | ۱۳۸۱/۰۵/۸  |                                                                                        | -        |
| ۱۰۱  | ۶۰۰۸      | تل مزاری و محوطه مجاور         | پیش از تاریخ-تاریخی               | بروجن   | ۱۳۸۱/۰۵/۸  |                                                                                        | -        |
| ۱۰۲  | ۶۰۰۹      | تپه علی شاملو                  | اسلامی                            | بروجن   | ۱۳۸۱/۰۵/۸  |                                                                                        | -        |
| ۱۰۳  | ۶۰۱۰      | تپه محمدی                      | تاریخی                            | بروجن   | ۱۳۸۱/۰۵/۸  |                                                                                        | -        |
| ۱۰۴  | ۶۰۱۱      | تپه بیژگرد ۲                   | پیش از تاریخ                      | بروجن   | ۱۳۸۱/۰۵/۸  |                                                                                        | -        |
| ۱۰۵  | ۶۰۱۲      | گورستان گندمان                 | صفویه (به بعد)                    | بروجن   | ۱۳۸۱/۰۵/۸  |                                                                                        | گندمان   |
| ۱۰۶  | ۶۰۱۳      | گورستان مورچگان                | صفویه                             | بروجن   | ۱۳۸۱/۰۵/۸  |                                                                                        | -        |
| ۱۰۷  | ۶۰۱۴      | گورستان نقنه                   | صفویه-افشاریه-قاجاریه             | بروجن   | ۱۳۸۱/۰۵/۸  |                                                                                        | نقنه     |
| ۱۰۸  | ۶۰۱۵      | گورستان فرادنبه                | صفویه (به بعد)                    | بروجن   | ۱۳۸۱/۰۵/۸  |                                                                                        | فرادنبه  |
| ۱۰۹  | ۶۰۱۶      | گورستان ارامنه کنرک علیا       | قاجاریه                           | بروجن   | ۱۳۸۱/۰۵/۸  |                                                                                        | -        |
| ۱۱۰  | ۶۰۱۷      | گورستان کردشامی                | صفویه                             | بروجن   | ۱۳۸۱/۰۵/۸  |                                                                                        | -        |
| ۱۱۱  | ۷۶۶۱      | حمام بلداجی                    | قاجاریه                           | بروجن   | ۱۳۸۵/۱۲/۱۷ |                                                                                        | بلداجی   |
| ۱۱۲  | ۸۱۸۷      | بردگوری تنگ قراب ۴ و ۵         | تاریخی                            | اردل    | ۱۳۸۱/۰۱/۲۴ |                                                                                        | -        |
| ۱۱۳  | ۸۱۸۸      | بردگوری تنگ قراب ۳             | تاریخی                            | اردل    | ۱۳۸۱/۰۱/۲۴ |                                                                                        | -        |
| ۱۱۴  | ۸۱۸۹      | بردگوری سرمور                  | تاریخی                            | اردل    | ۱۳۸۱/۰۱/۲۴ |                                                                                        | -        |
| ۱۱۵  | ۸۱۹۰      | بردگوریهای تنگ لشتر            | تاریخی                            | اردل    | ۱۳۸۱/۰۱/۲۴ |                                                                                        | -        |
| ۱۱۶  | ۸۱۹۱      | گورستان لشتر                   | صفوی تا قاجار                     | اردل    | ۱۳۸۱/۰۱/۲۴ |                                                                                        | -        |
| ۱۱۷  | ۸۱۹۲      | بردگوریهای تنگ قراب ۶ و ۷      | تاریخی                            | اردل    | ۱۳۸۱/۰۱/۲۴ |                                                                                        | -        |
| ۱۱۸  | ۸۱۹۳      | بردگوریهای تنگ قراب ۱ و ۲      | تاریخی                            | اردل    | ۱۳۸۱/۰۱/۲۴ |                                                                                        | -        |
| ۱۱۹  | ۸۱۹۴      | بردگوریهای گردنه سیلا سیلا     | تاریخی                            | اردل    | ۱۳۸۱/۰۱/۲۴ |                                                                                        | -        |
| ۱۲۰  | ۸۱۹۵      | مجموعه بردگوریهای لاخشک        | تاریخی                            | اردل    | ۱۳۸۱/۰۱/۲۴ |                                                                                        | -        |
| ۱۲۱  | ۸۱۹۶      | بردگوری لشتر ۱                 | تاریخی                            | اردل    | ۱۳۸۱/۰۱/۲۴ |                                                                                        | -        |
| ۱۲۲  | ۸۱۹۷      | تپه چگا دیناران                | هزاره ۱ ق. م                      | اردل    | ۱۳۸۱/۰۱/۲۴ |                                                                                        | -        |
| ۱۲۳  | ۸۱۹۸      | بردگوریهای چال گوری ۱ تا۳      | تاریخی                            | کوهرنگ  | ۱۳۸۱/۰۱/۲۴ |                                                                                        |          |
| ۱۲۴  | ۱۲۴۰۴     | قلعه بارده                     | دوره قاجار                        | بن      | ۱۳۸۴/۰۵/۱۱ | بارده-ابتدای جاده اورگان                                                               | بارده    |
| ۱۲۵  | ۱۹۵۱۹     | پل حاج الله یار                | دوره قاجار                        | بن      | ۱۳۸۶/۰۶/۱۲ | مرکز شهر                                                                               | بن       |
| ۱۲۶  | ۱۹۵۰۹     | پل حاج مهدی                    | دوره قاجار                        | بن      | ۱۳۸۶/۰۶/۱۲ | مرکز شهر                                                                               | بن       |
| ۱۲۷  | ۳۲۱۴۴     | تپه باستانی جمالو              | پیشاتاریخ                         | بن      | ۱۳۹۷/۰۹/۱۴ | حاشیه سد زاینده رود                                                                    | جمالو    |
| ۱۲۸  | ۱۹۴۸۹     | پل بارده                       | دوره قاجار                        | بن      | ۱۳۸۶/۰۶/۱۲ | بر روی رودخانه بارده-جنوب قلعه بارده                                                   | بارده    |
| ۱۲۹  | ۲۲۹۶۱     | امامزاده سید محمد بارده        | دوره قاجار                        | بن      | ۱۳۸۷/۰۳/۰۷ | حاشیه روستای بارده در دامنه تپه سیوه                                                   | بارده    |
| ۱۳۰  | ۲۳۸۲۴     | امام زاده سید بهاءالدین محمد   | دوره قاجار                        | بن      | ۱۳۸۷/۰۸/۲۵ | ۱ کیلومتری روستای شیخ شبان در دامنه کوه بهاءالدین                                      | شیخ شبان |
| ۱۳۱  | ۲۹۷۰۸     | تپه سراب(گنبدک)                | پیش از تاریخ                      | شهرکرد  | ۱۳۸۹/۰۹/۰۹ | شمالشرق شهرکیان                                                                        | شهرکیان  |

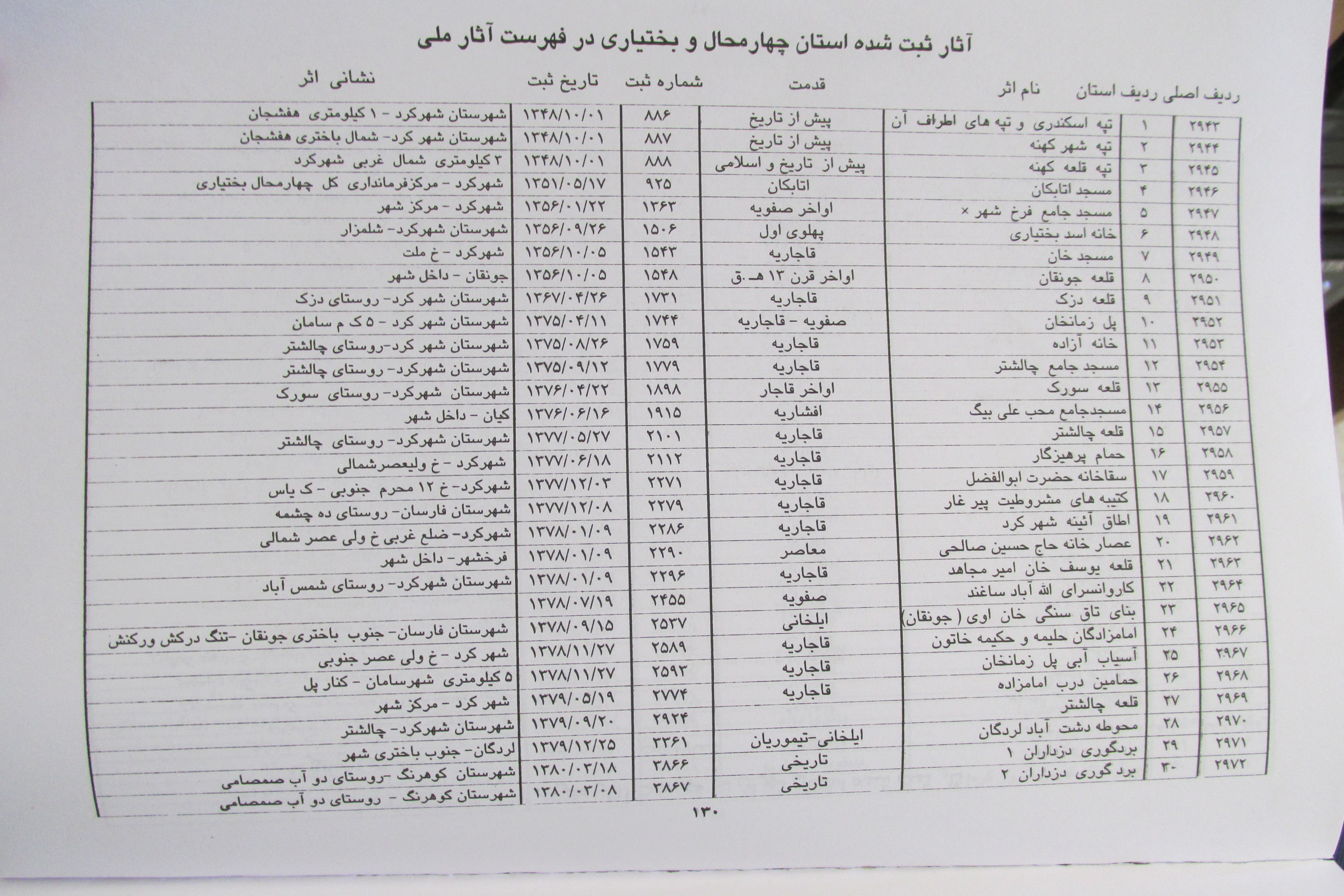
صفحه ۱ از فهرست آثار ملی استان چهارمحال و بختیاری، برگرفته از کتاب (آثار ثبت شده ایران در فهرست آثار ملی) چاپ ۱۳۸۵

توضیح * :این علامت به معنی تخریب اثر تاریخی می‌باشد. اما بر حسب قوانین میراث فرهنگی نمی‌توان نام اثر را از فهرست خارج کرد و محوطه آن نیز وجود دارد.